# مدار ۳۰ درجه جنوبی
مدار ۳۰ درجه جنوبی، دایره‌ای از عرض جغرافیایی است که در ۳۰ درجهٔ جنوبی خط استوا  قرار دارد.

## گذر از مناطق
از نصف‌النهار مبدأ شروع می‌شود و به سمت مشرق ۳۰ درجه جنوبی از موارد زیر گذر می‌کند:
| مختصات‌ها                                             | کشور، قلمرو یا دریا | توضیحات                                             |
| ---------------------------------------------------- | ------------------- | --------------------------------------------------- |
| ۳۰°۰′ جنوبی ۰°۰′ شرقی / ۳۰٫۰۰۰°جنوبی ۰٫۰۰۰°شرقی      | اقیانوس اطلس        |                                                     |
| ۳۰°۰′ جنوبی ۱۷°۹′ شرقی / ۳۰٫۰۰۰°جنوبی ۱۷٫۱۵۰°شرقی    | آفریقای جنوبی       | کیپ شمالی Free State                                |
| ۳۰°۰′ جنوبی ۲۷°۱۴′ شرقی / ۳۰٫۰۰۰°جنوبی ۲۷٫۲۳۳°شرقی   | لسوتو               |                                                     |
| ۳۰°۰′ جنوبی ۲۹°۱′ شرقی / ۳۰٫۰۰۰°جنوبی ۲۹٫۰۱۷°شرقی    | آفریقای جنوبی       | کوازولو-ناتال - گذرکردن از جنوب دوربان              |
| ۳۰°۰′ جنوبی ۳۰°۵۷′ شرقی / ۳۰٫۰۰۰°جنوبی ۳۰٫۹۵۰°شرقی   | اقیانوس هند         |                                                     |
| ۳۰°۰′ جنوبی ۱۱۴°۵۷′ شرقی / ۳۰٫۰۰۰°جنوبی ۱۱۴٫۹۵۰°شرقی | استرالیا            | استرالیای غربی استرالیای جنوبی نیو ساوت ولز         |
| ۳۰°۰′ جنوبی ۱۵۳°۱۳′ شرقی / ۳۰٫۰۰۰°جنوبی ۱۵۳٫۲۱۷°شرقی | اقیانوس آرام        | Passing between islands در Kermadec chain, نیوزیلند |
| ۳۰°۰′ جنوبی ۷۱°۲۴′ غربی / ۳۰٫۰۰۰°جنوبی ۷۱٫۴۰۰°غربی   | شیلی                | Passing through Tranque Puclaro                     |
| ۳۰°۰′ جنوبی ۶۹°۵۵′ غربی / ۳۰٫۰۰۰°جنوبی ۶۹٫۹۱۷°غربی   | آرژانتین            |                                                     |
| ۳۰°۰′ جنوبی ۵۷°۲۰′ غربی / ۳۰٫۰۰۰°جنوبی ۵۷٫۳۳۳°غربی   | برزیل               | ریو گرانده دو سول                                   |
| ۳۰°۰′ جنوبی ۵۰°۷′ غربی / ۳۰٫۰۰۰°جنوبی ۵۰٫۱۱۷°غربی    | اقیانوس اطلس        |                                                     |